# Ichneumon ornativentris
Ichneumon ornativentris är en stekelart som först beskrevs av Kokujev 1909.  Ichneumon ornativentris ingår i släktet Ichneumon och familjen brokparasitsteklar. Inga underarter finns listade i Catalogue of Life.